# Cine Gibi (франшиза)
Cine Gibi — це бразильська франшиза анімаційних фільмів і журналів, заснована на коміксах «Моніка та друзі» Маурісіо де Соуза . Фільми обертаються навколо машини Франкліна, яка відтворює комікси у форматі фільму. Перший, Cine Gibi, вийшов у 2004 році після того, як у Бразилії піднявся кінематограф, і був єдиним у серії, який вийшов у кінотеатри. Загалом у франшизі дев’ять фільмів, і деякі фільми породили журнали з історіями, заснованими на них. Загалом Cine Gibi зустріли неоднозначно. 

## Загальні відомості
У центрі фільмів із серії Cine Gibi — гігантська машина у формі блендера, створена персонажем Франкліном. Ця машина проектує історії коміксів у форматі фільму під час кіносеансу, де присутні головні герої, такі як Моніка, Меггі, Смудж і Джиммі Файв . Історії адаптовані з коміксів «Моніка та друзі» .  

### акторський склад
Основні актори озвучення у франшизі Cine Gibi перераховані нижче.
- Марлі Бортолетто – Моніка
- Анжеліка Сантос — Джиммі Файв
- Пауло Кавальканте – Smudge
- Ельза Гонсалвес – Меггі
- Сібеле Толедо – Франклін
- Дірсю де Олівейра — Чак Біллі

## історія
| 2004 | Cine gibi   |
| 2005 | Cine gibi 2 |
| 2006 |             |
| 2007 |             |
| 2008 | Cine gibi 3 |
| 2009 | Cine gibi 4 |
| 2010 | Cine gibi 5 |
| 2011 |             |
| 2012 |             |
| 2013 | Cine gibi 6 |
| 2014 | Cine gibi 7 |
| 2015 | Cine gibi 8 |
| 2016 | Cine gibi 9 |

Перший Cine Gibi став можливим завдяки «валоризації національного виробництва»;  Маурісіо роками не створював жодного фільму. З бюджетом у 5 мільйонів реалів і зробленим «поспіхом», щоб збігтися з періодом шкільних канікул, він вийшов у кінотеатрах 9 липня 2004 року.  У жовтні він був випущений на DVD, першому з опцією жестової мови.   Продовження, Cine Gibi 2, вирізнялося наявністю персонажа Чака Біллі, який не з'являвся в першому фільмі. На відміну від першого, він вийшов не в кінотеатри, а безпосередньо на фізичних носіях 7 вересня 2005 року. Сорок тисяч одиниць DVD надійшли в продаж, рекламовані Blockbuster і Nissin , і фільм також був випущений на VHS . Історії з фільму були перепубліковані в Cine Gibi 2 - The Magazine ( PT: A Revista), випущеному того ж місяця Editora Globo . 
5 грудня 2008 року було випущено продовження Cine Gibi 2 на DVD, Cine Gibi 3 - Foolproof plan ( PT: Planos Infalíveis), зосереджене на історіях про Джиммі Файва. З 2 жовтня 2009 року Cine Gibi 4 - Boys and Girls (PT: Meninos e Meninas)  почав розповсюджуватися на DVD. Також повідомлялося, що перші три DVD із серії можна було придбати в колекційному футлярі. У березні наступного року за сюжетами фільму вийшов однойменний журнал. Через шість місяців, 28 числа, продовження Cine Gibi 5 - Lights, Camera, Action! ( PT: Luz, Camera, Ação!)  було випущено, і в лютому 2011 року він породив однойменний журнал. Cine Gibi 6 - Bath time ( PT: Hora do Banho), зосереджений на персонажі Смудж, вийшов у 2013 році.   Наступного року було запущено Cine Gibi 7 - Animal Mess ( PT: Bagunça Animal) .  У 2015 році Cine Gibi 8 - Ви жартуєте? (PT: Tá Brincando?) був звільнений.  Наразі останній фільм у серії – Cine Gibi 9 – Let’s Pretend! ( PT: Vamos Fazer de Conta!), випущений у 2016 році. 

## Рецепція
Перший Cine Gibi, єдиний, який вийшов у кінотеатрах, залучив 31 658 глядачів у вихідні з 9 по 11 липня 2004 року.  За даними Blockbuster Network, його DVD став третім бестселером за тиждень з 3 по 10 січня 2005 року  . Кінокритики проаналізували лише перші два фільми франшизи і загалом сприйняли неоднозначно. Наприклад, у той час як CineClick назвав історії в першому фільмі «розважальними», Cineplayers сказали, що вони «зовсім не веселі» і дали йому оцінку 3/10.  Omelete і CineClick високо оцінили технічну якість , але UOL Cinema сказав, що він «технічно поступається мультфільмам 80-х років».  Було дві рецензії на другий фільм: одна від Folha de S.Paulo, з оцінкою одна зірка з трьох, прокоментувавши, що він не такий хороший, як перший,  та інша від UOL Cinema, яка дала він оцінив дві зірки з п’яти і сказав, що анімація була «чистішою, але також більш спрощеною». 

## Дивіться також
- Моніка та друзі
- Моніка та друзі (серіал)
- Нові пригоди Моніки та друзів